# James Sant
James Sant (ur. 23 kwietnia 1820 w Croydon, zm. 2 lipca 1916 w Londynie) – angielski malarz wiktoriański, od 1870 członek Royal Academy.
Studiował w Royal Academy Schools, jego nauczycielami byli John Varley i Augustus Wall Callcott. James Sant malował przede wszystkim portrety i sceny figuralne, wystawił w Royal Academy w latach 1840–1906 ok. 250 płócien. W latach 1871–1901 był nadwornym malarzem królowej Wiktorii (oficjalny tytuł: Principal Painter in Ordinary to Queen Victoria).
Największą kolekcję prac Santa posiada Tate Britain.